# Боголюбов, Алексей Николаевич
Алексей Николаевич Боголюбов (12 (25) марта 1911, Нежин — 1 ноября 2004, Киев) — советский и украинский учёный-математик и механик, член-корреспондент АН УССР (1969). Автор многих энциклопедических изданий по истории науки, научно-биографических трудов. Брат физика академика Н. Н. Боголюбова и филолога академика М. Н. Боголюбова. Заслуженный деятель науки и техники Украины (2001).

## Биография
А. Н. Боголюбов родился в г. Нежине Черниговской губернии в семье профессора богословия Николая Михайловича Боголюбова (1872—1934), многие поколения его предков были священниками.
Трудовую деятельность начал в 1928 году после окончания школы. В 1930 году переехал в Харьков, где работал на заводах, в Украинском отделении Центрального института труда и там же преподавал.
В 1931—1936 гг. А. Н. Боголюбов учился в Харьковском университете на отделении механики физико-математического факультета, однако в аспирантуру не был принят из-за непролетарского происхождения. Затем в 1936—1938 гг. учился в Харьковском механико-машиностроительном институте по специальности «динамика машин».
С 1937 г. А. Н. Боголюбов работал в харьковском детском доме для эвакуированных детей испанских коммунистов (с преподаванием на испанском языке) заведующим учебной частью и преподавателем математики и физики.
В 1944 году А. Н. Боголюбов, оказавшись на оккупированной фашистами территории в Молдавии, сумел бежать, но оказавшись в расположении советских войск, был арестован. Несмотря на то, что следствие не выявило никаких фактов его сотрудничества с фашистами, А. Н. Боголюбов был осуждён на 15 лет исправительно-трудовых лагерей и 5 лет лишения политических прав. Этот срок А. Н. Боголюбов отбывал в лагерях под Норильском. В 1953 году он был амнистирован и вернулся на Украину. Два года он работал главным механиком Черкасского областного строительного треста, после чего получил разрешение переехать в Киев к родственникам.
С 1955 по 1962 г. А. Н. Боголюбов работал в Министерстве высшего и среднего специального образования УССР, с 1962 по 1963 г. в отделе истории математики Института математики АН УССР, которым руководил И. З. Штокало, с 1963 по 1976 г. в Секторе истории естествознания Института истории АН УССР, в 1976 г. вернулся в Институт математики.
В конце 1930-х годов А. Н. Боголюбов сдал в Институте математики и механики Харьковского университета кандидатские экзамены и подготовил диссертацию «Синтез механизмов», однако защитил кандидатскую диссертацию по истории механики машин, написанную под руководством И. И. Артоболевского (1963). В 1965 году защитил докторскую диссертацию по техническим наукам, в 1969 году был избран членом-корреспондентом АН УССР, в 1971 году ему было присвоено звание профессора.
С 1956 по 1981 год А. Н. Боголюбов по совместительству преподавал в Киевском инженерно-строительном институте, где читал курсы механики машин, теории механизмов и машин, деталей машин.

## Научная деятельность
Научные исследования А. Н. Боголюбова посвящены истории математики и механики, истории механики машин, истории машиностроения, теории механизмов, социальной истории науки.
А. Н. Боголюбов — автор и редактор ряда справочных изданий, среди которых «История отечественной математики», «Очерки развития математики в СССР», «История математического образования в СССР», «История механики в России», справочник «Математики. Механики», «Математическое естествознание в его развитии», «Математическая жизнь в СССР, 1917—1966», научный сборник «Очерки истории естествознания и техники».

## Труды
- История отечественной математики (соредактор). — Киев, 1966—1970.
- Математическая жизнь в СССР, 1917—1966. — Киев, 1966.

### Справочные издания
- Боголюбов А. Н. Математики. Механики. Биографический справочник. — Киев: Наукова думка, 1983. — 639 с..
- Боголюбов А. Н. Советская школа механики машин. — М.: Наука, 1975.

### Биографические издания
- Боголюбов А. Н. Августин Августинович Бетанкур 1758—1824. — М.: Наука, 1969.
- Артоболевский И. И., Боголюбов А. Н. Леонид Владимирович Ассур 1878—1920. — М.: Наука, 1971.
- Боголюбов А. Н. Гаспар Монж 1746—1818. — М.: Наука, 1978.
- Боголюбов А. Н. Георгий Николадзе 1888—1931. — Тбилиси: Сабчота Сакартвело, 1978.
- Боголюбов А. Н. Иван Иванович Артоболевский 1905—1977. — М.: Наука, 1982.
- Боголюбов А. Н. Роберт Гук 1635—1703. — М.: Наука, 1984.
- Боголюбов А. Н., Урбанский В. М. Николай Митрофанович Крылов. — Киев: Наук. думка, 1987.
- Боголюбов А. Н. Жан Виктор Понселе 1788—1867. — М.: Наука, 1988. — ISBN 5-02-005981-1.
- Боголюбов А. Н., Канделаки Т. Л. Леонид Самуилович Лейбензон 1879—1951. — М.: Наука, 1991.
- Боголюбов А. Н. Н. Н. Боголюбов. Жизнь. Творчество. — Дубна: ОИЯИ, 1996.
- Боголюбов А. Н., Матвиевская Г. П. Всеволод Иванович Романовский 1879—1954. — М.: Наука, 1997.
- Боголюбов А. Н., Антонюк Е. Я., Федосова С. А. Сергей Николаевич Кожевников 1906—1988. — М.: Наука, 1998.

## Награды и премии
Медаль им. А. Койре за работу «История отечественной математики» (1971, с А. П. Юшкевичем и др.)